# I Premis Turia
Els I Premis Turia foren convocats el juliol de 1992 per la revista valenciana Cartelera Turia amb la intenció de guardonar les persones i col·lectius que haguessen destacat l'any anterior en qualsevol de les categories i seccions que cobria la revista: cinema (pel·lícula espanyola i estrangera, actor i actriu), teatre, arts plàstiques, literatura, gastronomia, mitjans de comunicació, esports, música, literatura, etc. La llista de guanyadors era escollida per l'equip de redactors i col·laboradors de la revista.
El premi consistia en una estàtua que imitava la que sortia a la mítica pel·lícula El falcó maltès (1950) de John Huston. En aquesta primera gala, celebrada a la discoteca Arenas, hi van actuar el grup valencià Seguridad Social,Revólver i Jah Macetas, i va compar amb la presència de Joan Lerma, Enric Valor i Anna Galiena.

## Guardons
Els guanyadors de la primera edició foren:
| Categoria                                     | Premiat                                                                          | Labor premiada                    |
| --------------------------------------------- | -------------------------------------------------------------------------------- | --------------------------------- |
| Millor Pel·lícula Espanyola                   | Amantes Innisfree                                                                | Vicente Aranda José Luis Guerín   |
| Millor Pel·lícula Estrangera                  | Kuroi ame                                                                        | Shohei Imamura                    |
| Millor director estranger                     | Alain Tanner                                                                     | L'Homme qui a perdu son ombre     |
| Millor Actor                                  | Juan Diego                                                                       | El rey pasmado La noche más larga |
| Millor Actriu                                 | Victoria Abril                                                                   | Amantes                           |
| Menció especial cinema                        | Luis García Berlanga                                                             | ---                               |
| Millor muntatge teatral                       | Cómeme el coco, negro                                                            | La Cubana                         |
| Menció especial de teatre                     | Albert Boadella                                                                  | --                                |
| Millor artista plàstic                        | Joan Cardells Alemán Joan Antoni Toledo                                          | --                                |
| Millor contribució gastronòmica               | Jaume Subirós                                                                    | Restaurant Empordà de Figueres    |
| Millor contribució esportiva                  | Ricardo Penella Arias Expedició Valenciana a l'Everest 91                        |                                   |
| Millor contribució musical                    | Perico Sambeat                                                                   | --                                |
| Millor contribució als mitjans de comunicació | Jaume Figueras (Cinema 3) Fulles grogues (Canal 9) Rotativa Uniman (Levante-EMV) |                                   |
| Millor contribució literària                  | Enric Valor                                                                      | --                                |
| Premi Huevo de Colón                          | Amadeu Fabregat                                                                  | Director de RTVV                  |